# Eria longirepens
Eria longirepens är en orkidéart som beskrevs av Henry Nicholas Ridley. Eria longirepens ingår i släktet Eria och familjen orkidéer. Inga underarter finns listade i Catalogue of Life.